# Sassi Rejeb
Sassi Rejeb (arabe : ساسي رجب), né le 10 mai 1921 à Mahdia et mort le 27 novembre 1972, est un homme politique tunisien.

## Biographie
Il occupe les fonctions de maire de Mahdia de 1966 à 1969 et représente également sa ville en tant que député de 1965 à 1969. Sa carrière politique est stoppée par son arrestation (entre septembre 1969 et le 31 décembre 1971) à la suite du revirement du président Habib Bourguiba vis-à-vis de la politique de collectivisme inspirée par Ahmed Ben Salah.
En tant que maire, il est à l'origine de la petite et de la grande ceinture de la ville. En reconnaissance de son action, une rue porte désormais son nom. La ville lui doit aussi sa première véritable salle de cinéma, Ezzouhour, fondée en 1957 et qui a été pendant des décennies la seule fenêtre ouverte de la ville sur le monde. Selon Mahmoud Jemni, Rejeb a aussi été le scénariste du court métrage Les Anneaux d'or du réalisateur René Vautier, avec Claudia Cardinale.